# 漠西乡
漠西乡是中国陕西省咸阳市乾县下辖的一个乡。

## 行政区划
漠西乡下辖以下行政区：
北塄村、马桥村、安庄村、宇村、白村、夹道村、大桥村、四里坊村、贾赵村、龙岩村、高庙村、陈家庄村、吴村、南北村